# Lovely Rita
"Lovely Rita" é uma canção da banda britânica The Beatles, realizada no álbum Sgt. Pepper's Lonely Hearts Club Band, escrita e cantada por Paul McCartney, embora creditada como Lennon/McCartney. Trata-se de uma mulher guarda de trânsito e do afeto do eu lírico por ela. Na música se percebe alguns efeitos sonoros, isso porque no meio dela, John, Paul e George usam pente e papel, assim fazendo sons de chocalho. A primeira vez que esta música foi tocada ao vivo em um show foi em 4 de Maio de 2013, por Paul McCartney no Brasil.

## Ficha Técnica
- Paul McCartney: vocal principal, baixo, piano e kazoo
- John Lennon: backing vocals, violão, e kazoo
- George Harrison: backing vocals, violão e kazoo
- Ringo Starr: bateria
- George Martin: piano solo